# Allegro (entreprise de commerce en ligne polonaise)
Pour les articles homonymes, voir Allegro.
Allegro est la plus grande plateforme de commerce en ligne en Pologne.

## Histoire
Allegro a été créé à la suite du succès du site de vente aux enchères américain eBay. Fondée en 1999 par la société Surf Stop Shop sp. z o.o. basée à Poznań, elle est rachetée en mars 2000 par QXL.com PLC devient ainsi la branche polonaise de cette société britannique spécialisée dans la création de services de vente aux enchères. À la suite de mesures financières (augmentation du capital social), le pouvoir de QXL Poland a été repris par NIAA, ce qui a donné lieu à des réclamations de la part de QXL Ricardo.
En vertu d'un accord signé le 29 juin 2006, les propriétaires actuels de 92 % des actions contestées de QXL Poland ont acquis 18 % des actions nouvellement émises de QXL ricardo plc. En même temps, les parties ont accepté de mettre fin à tous les litiges.
En novembre 2021, Allegro annonce l'acquisition de Mall, une entreprise tchèque de commerce en ligne, pour 881 millions d'euros.